# Aaron Sanchez
Aaron Jacob Sanchez (né le 1er juillet 1992 à Barstow, Californie, États-Unis) est un lanceur droitier des Ligues majeures de baseball jouant avec les Nationals de Washington.

## Carrière
Aaron Sanchez est un choix de première ronde des Blue Jays de Toronto en 2010. Le 34e athlète sélectionné au total par un club du baseball majeur à cette séance du repêcheur amateur, Sanchez est un choix que les Blue Jays reçoivent en compensation pour la perte récente de l'agent libre Marco Scutaro. Avant la saison 2013, Sanchez apparaît au 65e rang de la liste annuelle des 100 meilleurs joueurs d'avenir dressée par Baseball America, et un an plus tard il est au 32e rang.
Lanceur partant dans les ligues mineures, Aaron Sanchez fait ses débuts dans le baseball majeur par une sortie de deux manches sans accorder de point comme lanceur de relève pour Toronto, le 23 juillet 2014 face aux Red Sox de Boston.
Sanchez remporte 15 victoires contre deux défaites pour Toronto en 2016 et mène les lanceurs de la Ligue américaine avec une moyenne de points mérités de 3,00.